# Campylobacter
Campylobacter Sebald & Véron, 1963 è un genere di batteri appartenente alla famiglia Campylobacteraceae.

## Caratteristiche
È un microrganismo microaerofilo, termofilo (si adatta bene a temperature comprese tra i 30 °C e i 47 °C con un optimum di 42 °C), di forma spirillata gram negativo, flagellato (quindi mobile) e ciliato. È un batterio termo-sensibile (sensibile all'essiccazione) e resistente al congelamento (sopravvive meglio in condizioni di refrigerazione che a temperatura ambiente). La trasmissione nell'uomo è dovuta all'ingestione di alimenti infetti e provoca una condizione patologica nota come campylobatteriosi, caratterizzata da: diarrea, febbre, nausea, crampi addominali e brividi di freddo.
È trasmissibile attraverso derrate alimentari contaminate ed in particolar modo le carni crude non trattate, in particolare quella di pollo. Il Campylobacter può essere causa scatenante della malattia di Guillain-Barré. Le persone più colpite sono i bambini e gli immunodepressi. L'incubazione dura, in genere, dai 2 ai 5 giorni. L’infezione è solitamente autolimitante e, nella maggior parte dei casi, il trattamento sintomatico mediante reintegrazione di liquidi ed elettroliti è sufficiente per trattare le infezioni umane. I sintomi durano tipicamente 5-7 giorni. Il trattamento con antibiotici ha solo un effetto minore sulla durata tipica dell'infezione nei casi non complessi ed è sconsigliato tranne che nei pazienti ad alto rischio.

## Epidemiologia
Nell'uomo la maggior parte delle infezioni sono causate da Campylobacter jejuni, seguito da Campylobacter coli e Campylobacter fetus. Quest'ultimo è in percentuale, più associato a infezioni del torrente circolatorio, rispetto ad altre specie. Attualmente la resistenza di Campylobacter ai chinoloni è alta (>50%), mentre le resistenze ai macrolidi rimangono relativamente basse (<5%). I picchi di infezioni da Campylobacter in Italia si registrano in Luglio e Agosto.